# Хойники (Мазовецьке воєводство)
Хойники (пол. Chojniki) — село в Польщі, у гміні Ольшево-Борки Остроленцького повіту Мазовецького воєводства.
Населення — 200 осіб (2011).
У 1975-1998 роках село належало до Остроленцького воєводства.

## Демографія
Демографічна структура станом на 31 березня 2011 року:
|          | Загалом | Допрацездатний вік | Працездатний вік | Постпрацездатний вік |
| -------- | ------- | ------------------ | ---------------- | -------------------- |
| Чоловіки | 104     | 24                 | 65               | 15                   |
| Жінки    | 96      | 12                 | 58               | 26                   |
| Разом    | 200     | 36                 | 123              | 41                   |